# مدار آرسی

مدار آرسی

نمودار ولتاژ مقاومت نسبت به زمان

نمودار ولتاژ خازن نسبت به زمان

مدار مقاومت-خازن (به انگلیسی:(resistor–capacitor circuit - (RC circuit) یک مدار الکتریکی است که از مقاومت و یک خازنی با یک منبع ولتاژ یا منبع جریان شارژ شده‌ است. ساده‌ترین مدار از نوع آرسی تشکیل شده از یک مقاومت و یک خازن می باشد.
مدار آرسی می‌تواند برای فیلتر کردن یک سیگنال به‌کار روَد و با جلوگیری از یک فرکانس خاص و عبور دادن بقیه. دو فیلتر معروف با مدارِ آرسی دو فیلتر بالاگذر و فیلتر پایین‌گذر هستند و دو فیلتر میان‌گذر و فیلتر میان‌ناگذر معمولاً نیاز به مدار آرال‌سی دارند.

## نحوه کار و برخی از معادله‌ها
ساده‌ترین مدار از نوع آرسی تشکیل‌شده و از یک مقاومت و یک خازن شارژ شده‌ است که به‌طور سرّی بسته شده‌اند. هنگامی که خازن شارژ‌شده را به‌طور سرّی به مقاومت وصل می‌کنیم، خازن به‌سرعت تخلیه شده و جریانی در ابتدا ایجاد شده و در زمان خیلی کمی صفر می‌شود.
ولتاژ خازن به زمان بستگی دارد که با قانون‌های مداری کیرشهف به‌دست می‌آید. جریان خازن یا جریان مقاومت باید برابر باشد که نتیجۀ آن معادلۀ دیفرانسیل خطی است.
{\displaystyle C{\frac {dV}{dt}}+{\frac {V}{R}}=0}.
که در آن C ظرفیت خازن است.
اگر معادله را حل کنیم، به این می‌رسیم:
{\displaystyle V(t)=V_{0}e^{-{\frac {t}{RC}}}\ ,}
که در آن V0 ولتاژِ خازن در زمان t = ۰ است.
زمان لازم برای آن‌که ولتاژ به {\displaystyle {\frac {V_{0}}{e}}} برسَد، ثابت زمانی آرسی گفته می‌شود که از{\displaystyle \tau =RC\ } به‌دست می‌آید.